# Football Americano Bahía Blanca
Football Americano Bahía Blanca es una organización sin fines de lucro de Fútbol Americano de la ciudad de Bahía Blanca que se especializa en la modalidad Flag football.

## Historia
La liga fue creada el 12 de octubre de 2011 en la Sede Gremial de la ADUNS (Asociación de Docentes de la Universidad Nacional del Sur) en una reunión informativa del deporte, con la finalidad de explicar a los presentes todo lo referido al deporte y proponer la creación de una Liga en la ciudad con el aval de Football Americano Argentina y Córdoba Football Americano.
Ese año, desde el 22 de octubre, 20 personas concurrieron a diferentes entrenamientos realizados en espacios públicos de la ciudad, para comenzar a familiarizarse con el deporte en su modalidad de Flag football.
El grupo formado a partir de su creación fue diluyéndose con el paso del mes de noviembre debido a que la entidad se había fundado en época de exámenes y por ello los interesados en formar la liga decidieron no participar hasta el año siguiente.
El miércoles 8 de febrero de 2012 el grupo vuelve a juntarse en la Pista Ciclable de la Federación Ciclista del Sur, ubicada en el Parque de Mayo de la ciudad de Bahía Blanca, para dar comienzo formal a FABB junto con el apoyo de la Municipalidad de la ciudad de Bahía Blanca, sin embargo dicho año resultó en fracaso.
En el año 2013, la falta de interés público dio finalidad total a las actividades hasta el año 2015.